# Scelotrichia dasar
Scelotrichia dasar är en nattsländeart som beskrevs av Wells och Huisman 1993. Scelotrichia dasar ingår i släktet Scelotrichia och familjen smånattsländor. Inga underarter finns listade i Catalogue of Life.